# Liste der Monuments historiques in Chasné-sur-Illet
Die Liste der Monuments historiques in Chasné-sur-Illet führt die Monuments historiques in der französischen Gemeinde Chasné-sur-Illet auf.

## Liste der Objekte
| Bezeichnung                                                                   | Beschreibung                                                | Standort                       | Kennzeichnung | Schutzstatus | Datum | Bild |
| ----------------------------------------------------------------------------- | ----------------------------------------------------------- | ------------------------------ | ------------- | ------------ | ----- | ---- |
| Skulptur eines Heiligen                                                       | Holz, um 1800                                               | in der Kirche St-Martin (Lage) | PM35001174    | Inscrit      | 1979  |      |
| Prozessionsfahne                                                              | Stoff, 19. Jahrhundert                                      | in der Kirche St-Martin (Lage) | PM35001178    | Inscrit      | 1979  |      |
| Gemälde Der heilige Urbain zwischen dem heiligen Malô und Johannes dem Täufer | 17. Jahrhundert                                             | in der Kirche St-Martin (Lage) | PM35000130    | Classé       | 1981  |      |
| Pluviale Nr. 1                                                                | Stoff, 18./19. Jahrhundert                                  | in der Kirche St-Martin (Lage) | PM35001175    | Inscrit      | 1979  |      |
| Reliquienschrein des heiligen Innozenz                                        | Holz, 1743                                                  | in der Kirche St-Martin (Lage) | PM35001179    | Inscrit      | 1979  |      |
| Kelch                                                                         | Silber, 17. Jahrhundert                                     | in der Kirche St-Martin (Lage) | PM35000128    | Classé       | 1919  |      |
| Pluviale Nr. 3                                                                | Stoff, 18./19. Jahrhundert                                  | in der Kirche St-Martin (Lage) | PM35001177    | Inscrit      | 1979  |      |
| Altar und Retabel des südlichen Querhauses                                    | Holz, polychrom gefasst, 1749                               | in der Kirche St-Martin (Lage) | PM35001379    | Inscrit      | 1981  |      |
| Pluviale Nr. 2                                                                | Stoff, 18./19. Jahrhundert                                  | in der Kirche St-Martin (Lage) | PM35001176    | Inscrit      | 1979  |      |
| Altar und Retabel des nördlichen Querhauses                                   | Holz, polychrom gefasst, 1746                               | in der Kirche St-Martin (Lage) | PM35001380    | Inscrit      | 1981  |      |
| Hauptaltar mit Retabel                                                        | Holz, polychrom gefasst, zweite Hälfte des 18. Jahrhunderts | in der Kirche St-Martin (Lage) | PM35000129    | Classé       | 1911  |      |